# Hubertus Becker (Fußballspieler)
Hubertus Becker (* 4. September 1964 in Olsberg) ist ein ehemaliger deutscher Fußballspieler.

## Karriere
Hubertus Becker begann 1972 mit dem Fußballspielen in der Jugend beim SV Thülen. Nach zwei Jahren beim 1. FC Paderborn kehrte er zum SV Thülen zurück, ehe er 1989 zu den Amateuren der Stuttgarter Kickers wechselte. Mit der zweiten Mannschaft gelang ihm innerhalb von zwei Jahren der Durchmarsch aus der Landesliga Württemberg in die Oberliga. Sein Profidebüt gab der Mittelfeldakteur beim 3:0-Heimsieg der Stuttgarter Kickers in der 2. Bundesliga am 29. Juli 1990 gegen den SV Darmstadt 98. 1992 folgte die erneute Rückkehr nach Thülen.